# Parapsilorhynchus prateri
Parapsilorhynchus prateri is een straalvinnige vissensoort uit de familie van de eigenlijke karpers (Cyprinidae). De wetenschappelijke naam van de soort is voor het eerst geldig gepubliceerd in 1938 door Hora & Misra.